# Metin Kadir
Metin Kadir –en búlgaro, Метин Кадир– (10 de agosto de 1973) es un deportista búlgaro que compitió en halterofilia. Ganó una medalla de oro en el Campeonato Europeo de Halterofilia de 2000, en la categoría de 105 kg.

## Palmarés internacional
| Campeonato Europeo | Campeonato Europeo | Campeonato Europeo | Campeonato Europeo |
| Año                | Lugar              | Medalla            | Categoría          |
| ------------------ | ------------------ | ------------------ | ------------------ |
| 2000               | Sofía (Bulgaria)   | Medalla de oro     | 105 kg             |